# ويليام وينغ لورينغ

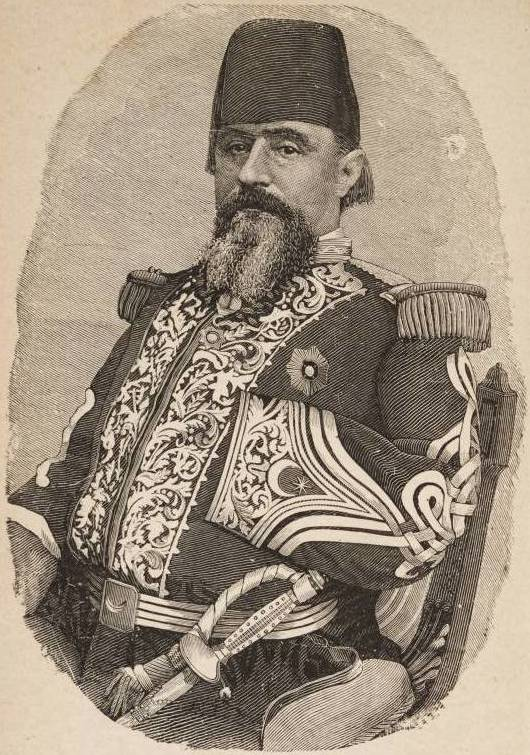
لورنج باشا أثناء خدمته في الجيش المصري

ويليام وينغ لورينغ (بالإنجليزية: William Wing Loring) ، أو لورنج باشا، كما عُرف في مصر (4 ديسمبر 1818 ـ 30 ديسمبر 1886) هو عسكري أمريكي من كارولاينا الشمالية، خدم في جيوش الولايات المتحدة الأمريكية، والولايات الكونفيدرالية، ومصر. شارك في الحرب المكسيكية الأمريكية والحرب الأهلية الأمريكية وكان رئيسًا لأركان الجيش الخديوي المصري الذي خاض حرب الحبشة.

## خدمته في الجيش المصري
في أعقاب هزيمة الولايات الكونفيدرالية في الحرب الأهلية الأمريكية، التحق لورينغ بالخدمة في جيش الخديو إسماعيل مع حوالي 50 ضابطًا من المحاربين القدامى الذين خاضوا الحرب الأهلية الأمريكية من الجانبين، والذين زكاهم للخديو الجنرال ويليام شيرمان.
بدأ لورينغ خدمته في مصر بصفته المفتش العام للجيش، حيث قدم عدة مقترحات لإصلاح وتحديث هيكل الجيش. قبل أن يُكلف بقيادة الدفاعات الساحلية للبلاد، حيث أشرف على تشييد العديد من التحصينات. وفي سنة 1875 تلقى وعدًا بقيادة الغزو المصري للحبشة، غير أن راية القيادة مُنحت للسردار راتب باشا ـ الذي كان من مماليك الوالي الراحل سعيد باشا ـ وعُين لورينغ رئيسًا للأركان. وكان راتب يفتقر إلى الدراية العسكرية، ووصفه أحد زملاء لورينغ الأمريكيين بأنه كان «ذابلًا من أثر الفسق كما تذبل المومياء من أثر الزمن».
انتهت حملة الحبشة بكارثة عسكرية في معركة جورا، ألقى المصريون اللوم بشأنها على الأمريكيين. فبينما حبذ راتب باشا البقاء في حصن جورا، سخر منه لورينغ متهمًا إياه بالجبن، مما دفعه إلى الموافقة على منازلة العدو في الوادي المفتوح. وبينما عادت فلول الجيش المصري إلى الوطن، صدرت الأوامر للضباط الأمريكيين بالبقاء في مصوع حتى إشعار آخر، حيث قاسوا حر الصيف، ثم قضوا العامين التاليين في القاهرة معرضين للإذلال، حتى سُرحوا سنة 1878 لأسباب كان من بينها الأزمة المالية.
وصل لورينغ في مصر إلى رتبة فريق باشا، وألّف ـ لدى عودته إلى الولايات المتحدة ـ كتابًا عن تجربته في مصر عنوانه «جندي كونفيدرالي في مصر» (بالإنجليزية: A Confederate Soldier in Egypt) صدر سنة 1884.